# Bâgé-Dommartin
Bâgé-Dommartin é uma comuna francesa na região administrativa de Auvérnia-Ródano-Alpes, no departamento de Maine-et-Loire. Estende-se por uma área de 56,87 km². Em 2010 a comuna tinha 4 185 habitantes (densidade: 73,6 hab./km²).
A municipalidade foi estabelecida em 1 de janeiro de 2018 e consiste na fusão das antigas comunas de Bâgé-la-Ville e Dommartin.